# Hibisco-da-síria
O hibisco-da-síria, rosa-de-sarom ou mimo (Hibiscus syriacus) é um arbusto lenhoso com muitas fibras, que pode chegar aos 3 metros de altura, originário da China e partes da Ásia. Pode ser usado com muito sucesso na arborização urbana, tanto pela ornamentabilidade como pelo forte aroma exalado às noites quentes. A Coreia do Sul adoptou o hibisco-da-síria como flor nacional.

## Informações Botânicas

### Folhas
Além do recorte típico malváceo, são ovaladas e verde-escuras.

### Flores
São simples ou dobradas, apesar de menores que as de H. rosa-sinensis, exalam forte aroma nas noites de calor. Há muitas variedades.